# Mecen
Mecen je ljubitelj umetnosti, ki finančno podpira umetnike, ker umetniki sami niso imeli denarja (npr. za material – marmor za kipe). Izraz izvira iz priimka Mecenas (rimski velikaš Mecenas je bil pokrovitelj pesnikov Horacija in Vergila). 